# William Karel
Pour les articles homonymes, voir Karel.
William Karel, né à Bizerte en Tunisie en 1940, est un reporter-photographe et cinéaste documentariste français.

## Biographie
Très jeune, William Saada perd son père et arrive en France avec sa mère. Il doit arrêter ses études et travaille comme ouvrier chez Renault. Il suit des cours du soir et se forme à la photographie.
Il émigre en Israël où il vit une dizaine d'années dans un kibboutz et rencontre sa femme, Blanche Finger. Il choisit de faire de la photographie et travaille plus de dix ans en tant que reporter photographe, d’abord pour Gamma (1972-1976) puis pour Sygma (1976-1983). 
Il revient en France en 1981 et devient photographe de plateau. Il rencontre Maurice Pialat sur le tournage de À nos amours. Il lui consacrera quelques années plus tard, à la demande du réalisateur, un documentaire intitulé Pialat au travail, puis, après sa mort, Sous le soleil de Pialat, pour Arte en 2020.
À partir de 1988, William Karel réalise une importante série de documentaires historiques et politiques, abordant nombre de sujets polémiques du XXe siècle : de la rafle du Vel’ d’Hiv’, dite « opération Vent printanier », documentaire réalisé avec Blanche Finger, au conflit israélo-arabe, en passant par la politique du FMI en Jamaïque ou l’histoire de l’extrême droite en France. Ces documentaires ont été diffusés sur Arte et France 3. 
Karel est un spécialiste des coulisses du pouvoir, et s'est constitué un solide carnet d'adresses. Il a brossé le portrait d'un grand nombre d'hommes politiques, dont Valéry Giscard d'Estaing, François Mitterrand, Jean-Marie Le Pen en France, ou John F. Kennedy et George W. Bush aux États-Unis.
L'étude des États-Unis constitue une part importante de son œuvre. Après Les Hommes de la Maison-Blanche (2000), portrait des présidents des États-Unis en période de crise, William Karel explore les secrets de la CIA dans un documentaire en trois volets, CIA : guerres secrètes (2003). Il réalise Le Monde selon Bush (2004), véritable réquisitoire contre George W. Bush inspiré par les livres d'Éric Laurent sur le président américain, film qui rencontre aussitôt un grand succès : il connaît les honneurs d'une sortie dans les salles françaises en juin 2004.
William Karel est aussi l'auteur d'Opération Lune (2002), faux documentaire sur la conquête spatiale, qui mêle images d'archives et faux témoignages — un « documenteur ». Il se plaît à rappeler les mots de François Truffaut, selon lequel un documentaire est mille fois plus menteur et manipulateur qu'une fiction, où les cartes sont mises sur table dès le départ.
En 2003 il obtient le prix Europa pour l’ensemble de son œuvre.
En 2005, William Karel s'intéresse au suicide du juge antiterroriste Gilles Boulouque, avec La Fille du juge, réalisé à partir d'images d'archives et du témoignage de sa fille, Clémence Boulouque.
En 2006, il s'attaque pour la première fois à la fiction, avec Poison d'avril, chronique subjective d'une rédaction de journal télévisé confrontée à la campagne « sécuritaire » de l'élection présidentielle française de 2002.

## Publication
- Louis Aragon, Hamid Foulawind et Alain Jouffroy (photogr. William Karel), Louis Aragon, Carnet de route, Éditions du Rocher, 1993, 101 p. (ISBN 2268015394)[3]

## Filmographie

### Années 1980-1990
- 1988 : De Gaulle ? Connais pas, Envoyé spécial, France 2 ;
- 1989 : L'Argentine dans la crise, Envoyé spécial, France 2 ;
- 1989 : Les juifs du bout du monde, Envoyé spécial, France 2 ;
- 1992 : La Rafle du Vel-d'Hiv, La Marche du siècle, France 3 ;
- 1992 : Les deux morts de Joseph Staline, Planète chaude, France 3 ;
- 1993 : La Guerre du Kippour, Les Brûlures de l'Histoire, France 3 ;
- 1993 : Sartre-Aron : 50 ans d'histoires, Les Brûlures de l'Histoire, France 3 ;
- 1993 : John F. Kennedy, Les Brûlures de l'Histoire, France 3 ;
- 1994 : Jamaïque/FMI : mourir à crédit, Grand Format, Arte ;
- 1994 : La Nuit des Longs Couteaux, Les Brûlures de l'Histoire, France 3 ;
- 1995 : Une journée particulière : le 8 mai 1945, Les Brûlures de l'Histoire, France 3 ;
- 1995 : Albert Cohen, avec Glenio Bonder, Un Siècle d'écrivains, France 3 ;
- 1995 : Contre l'oubli, avec Philippe Alfonsi, Jean-Charles Deniau[4] et Blanche Finger, Documents, France 2. Emmy Award ;
- 1996 : Primo Levi, Un Siècle d'écrivains, France 3 ;
- 1996 : Mourir à Verdun, Les Dossiers de l'Histoire, France 3 ;
- 1996 : La Cagoule, Les Dossiers de l'Histoire, France 3 ;
- 1997 : Une terre deux fois promise : Israël-Palestine, Les Dossiers de l'Histoire, France 3 ;
- 1998 : David Herbert Lawrence, Un Siècle d'écrivains, France 3 ;
- 1999 : Histoire d'une droite extrême, Les Mercredis de l'Histoire, Arte ;
- 1999 : Le Journal commence à vingt heures, La Vie en face, Arte ;

### Années 2000
- 2000 : Les Hommes de la Maison Blanche, Les Mercredis de l'Histoire, Arte ;
- 2000 : Hollywood ;
- 2001 : Johnny Hallyday : parfum de fans, Icônes, France 3 ;
- 2001 : Conversation avec les hommes du Président, Histoire ;
- 2001 : François Mitterrand. Un mensonge d'État passé sous silence, France 3 ;
- 2002 : Valéry Giscard d'Estaing, le théâtre du pouvoir, Les Dossiers de l'Histoire, France 3 ;
- 2002 : Opération Lune, Les Mercredis de l'Histoire, Arte ;
- 2003 : Jean Moulin, lettre à un inconnu ;
- 2003 : CIA, Guerres secrètes, Les Mercredis de l'Histoire, Arte. En trois épisodes : 1947-1977, Opérations clandestines, 1977-1989, La fin des illusions et 1989-2003, D'une guerre à l'autre ;
- 2004 : Les derniers jours du sénateur McCarthy ;
- 2004 : Le Monde selon Bush ;
- 2005 : La Fille du juge ;
- 2006 : Poison d'avril, (téléfilm), Arte ;
- 2008 : Meurtres à l'Empire State Building, Canal+ ;
- 2008 : Les Hommes de la Maison Blanche ;
- 2009 : 1929, documentaire sur la crise financière de 1929 ;
- 2009 : Mais qui a tué Maggie ?, 2008. Fipa d'argent (2009) dans la catégorie documentaire ;

### Années 2010-2020
- 2010 : Gallimard, le Roi Lire, Arte ;
- 2011 : Album(s) d'Auschwitz, Arte ;
- 2011 : Philip Roth, sans complexe, Arte ;
- 2011 : Looking for Nicolas Sarkozy, Arte ;
- 2012 : Au cœur de la Maison Blanche : Barack Obama, France 2 ;
- 2015 : Jusqu'au dernier : la destruction des Juifs d'Europe, avec Blanche Finger, France 2 et RTBF (8 épisodes de 52 min) ;
- 2015 : François Mitterrand - Que reste-t-il de nos amours ?, Arte ;
- 2017 : Une terre deux fois promise: Israël-Palestine, avec Blanche Finger, Arte France et Roche production (2 épisodes de 55 min); 1re diffusion : Arte, le 24 avril 2018 ;
- 2019 : La Mort en face : Le Pogrom de Iasi, avec Nellu Cohn, France 3[5] ;
- 2019 : Salman Rushdie, la mort aux trousses, Arte ;
- 2019 : Le Monde selon Trump[6] ;
- 2020 : Sous le soleil de Pialat, Arte[7] ;
- 2021 : La Diaspora des cendres, textes sur la Shoah réunis par William Karel, France Culture[2].

## Distinctions
Liste non exhaustive
- 2003 : Prix Europa, pour l’ensemble de son œuvre[2].
- 2021 : Prix France Culture Cinéma Consécration, « pour la qualité de son œuvre et la force de son engagement »[8]

## Publication
- William Karel, Laurent Rucker, Israël-Palestine, une terre deux fois promise, Le Rocher, Paris, 1998